# Кошани
Кошани (мкд. Кошани) су насеље у Северној Македонији, у јужном делу државе. Кошани су насеље у оквиру општине Кавадарци.

## Географија
Кошани су смештено у јужном делу Северне Македоније. Од најближег већег града, Кавадараца, насеље је удаљено 20 km јужно.
Насеље Кошани се налази у историјској области Витачево. Село је положено са десне стране Црне реке, која је у овом делу изградњом бране претворена у вештачко Тиквешко језеро. Источно од насеља уздиже се брдско подручје Витачево. Насеље је положено на приближно 480 метара надморске висине. 
Месна клима је континентална. 

## Становништво
Кошани су према последњем попису из 2002. године имали 2 становника.
Већинско становништво у насељу су етнички Македонци (100%).
Претежна вероисповест месног становништва је православље.